# Regiunile Coastei de Fildeș
Republica Coasta de Fildeș este împărțită administrativ în 19 regiuni. Acestea, la rândul lor se divid în 81 de departamente.
| Număr pe hartă | Nume               | Reședința    |
| -------------- | ------------------ | ------------ |
| 1              | Agnéby             | Agboville    |
| 2              | Bafing             | Touba        |
| 3              | Bas-Sassandra      | San-Pédro    |
| 4              | Denguélé           | Odienné      |
| 5              | Dix-Huit Montagnes | Man          |
| 6              | Fromager           | Gagnoa       |
| 7              | Haut-Sassandra     | Daloa        |
| 8              | Lacs               | Yamoussoukro |
| 9              | Lagunes            | Abidjan      |
| 10             | Marahoué           | Bouaflé      |
| 11             | Moyen-Cavally      | Guiglo       |
| 12             | Moyen-Comoé        | Abengourou   |
| 13             | MaraN'zi-Comoé     | Dimbokro     |
| 14             | Savanes            | Korhogo      |
| 15             | Sud-Bandama        | Divo         |
| 16             | Sud-Comoé          | Aboisso      |
| 17             | Vallée du Bandama  | Bouaké       |
| 18             | Worodougou         | Séguéla      |
| 19             | Zanzan             | Bondoukou    |